# Čchangdokkung
Čchangdokkung čili Palác nejvyšší ctnosti (korejsky 창덕궁, čínsky 昌德宮), či palác Čchangdok, je jedním z pěti velkých královských paláců v jihokorejském hlavním městě Soulu. V roce 1997 byl palácový komplex Čchangdokkung zapsán na seznam světového dědictví UNESCO. Někdy bývá rovněž zván Východní palác vzhledem k poloze na východ od Kjongbokkungu (Paláce zářného štěstí). Jižně od Čchangdokkungu se rozkládá areál svatyně Čongmjo, další památky chráněné UNESCEM.
Byl oblíbeným palácem mnoha králů éry dynastie Čoson (královská dynastie I), poslední korejský panovník (s titulem císař) Sundžong zde žil až do své smrti v r. 1926. Palácový okrsek, založený na počátku 15. století, se rozkládá na ploše 45 hektarů a kromě 13 vlastních zachovalých palácových budov zahrnuje i slavnou Tajnou zahradu Piwon s 28 pavilony. Na rozdíl od Kjongbokkungu, který stojí v rovině a působí poněkud geometricky stroze, je celý komplex Čchangdokkungu vystavěn tak, aby byl harmonicky sladěn s přírodním kopcovitým reliéfem. Jeho stavby navíc zdařile zahrnují prvky staré korejské architektury.

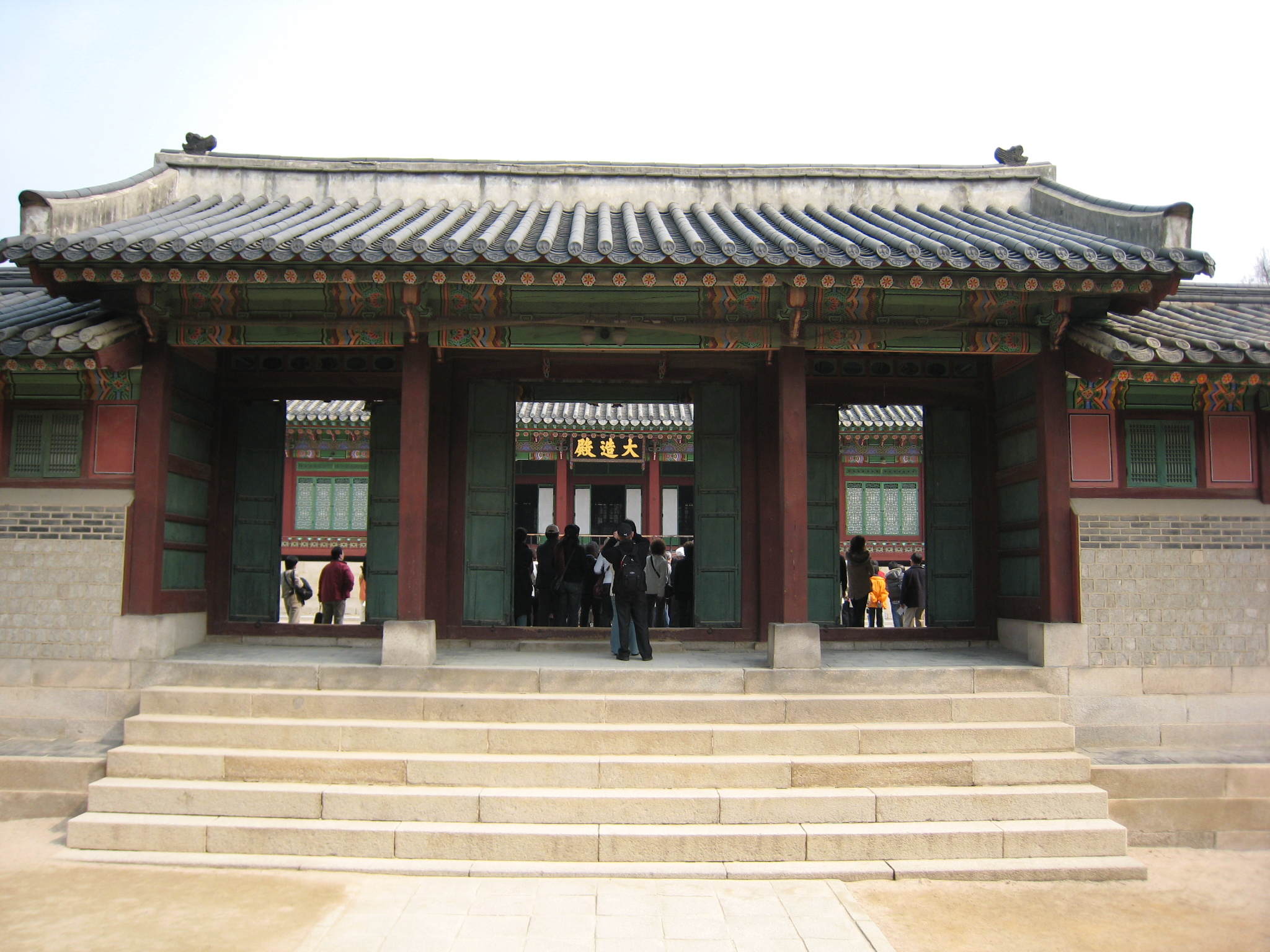
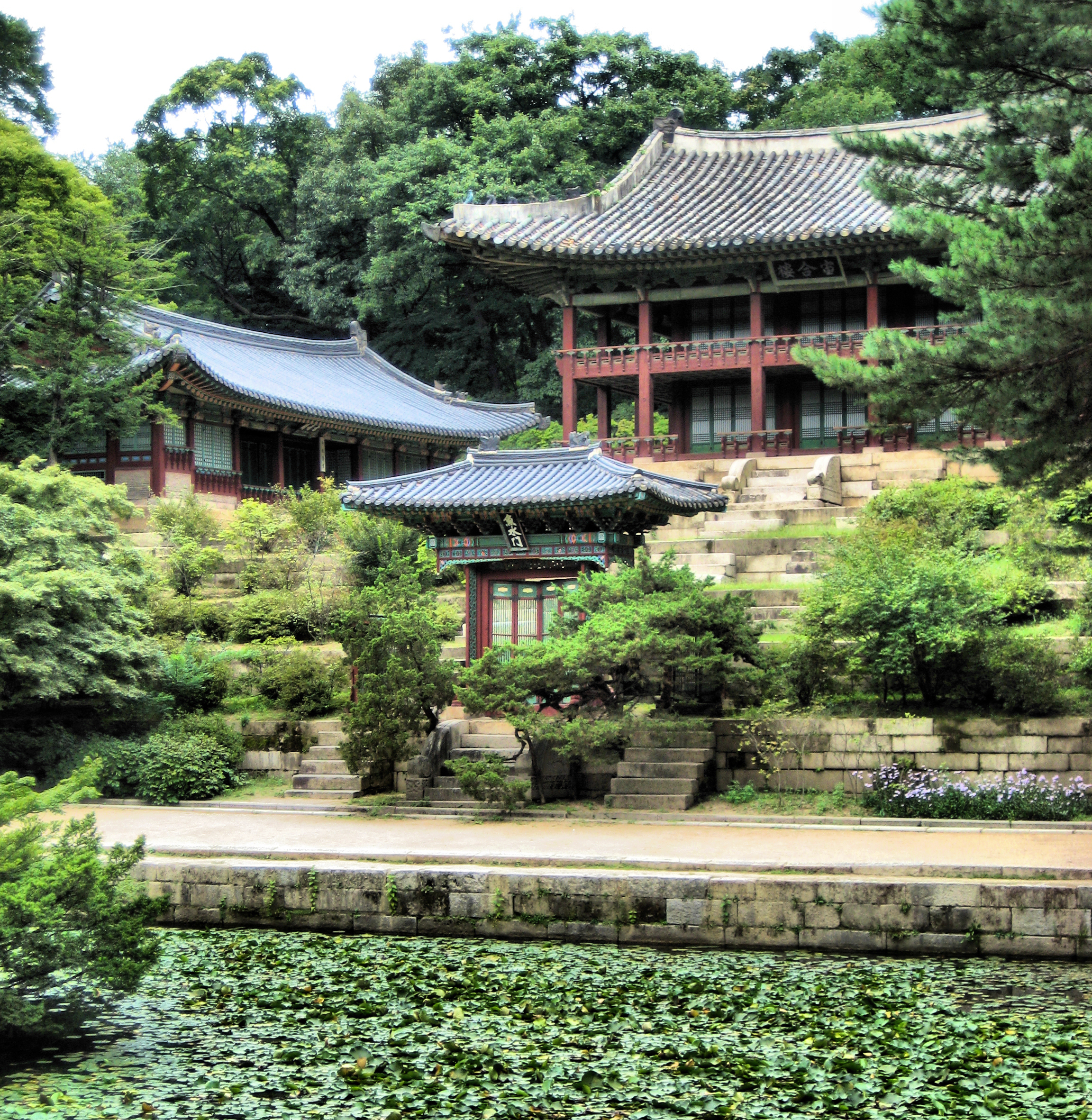
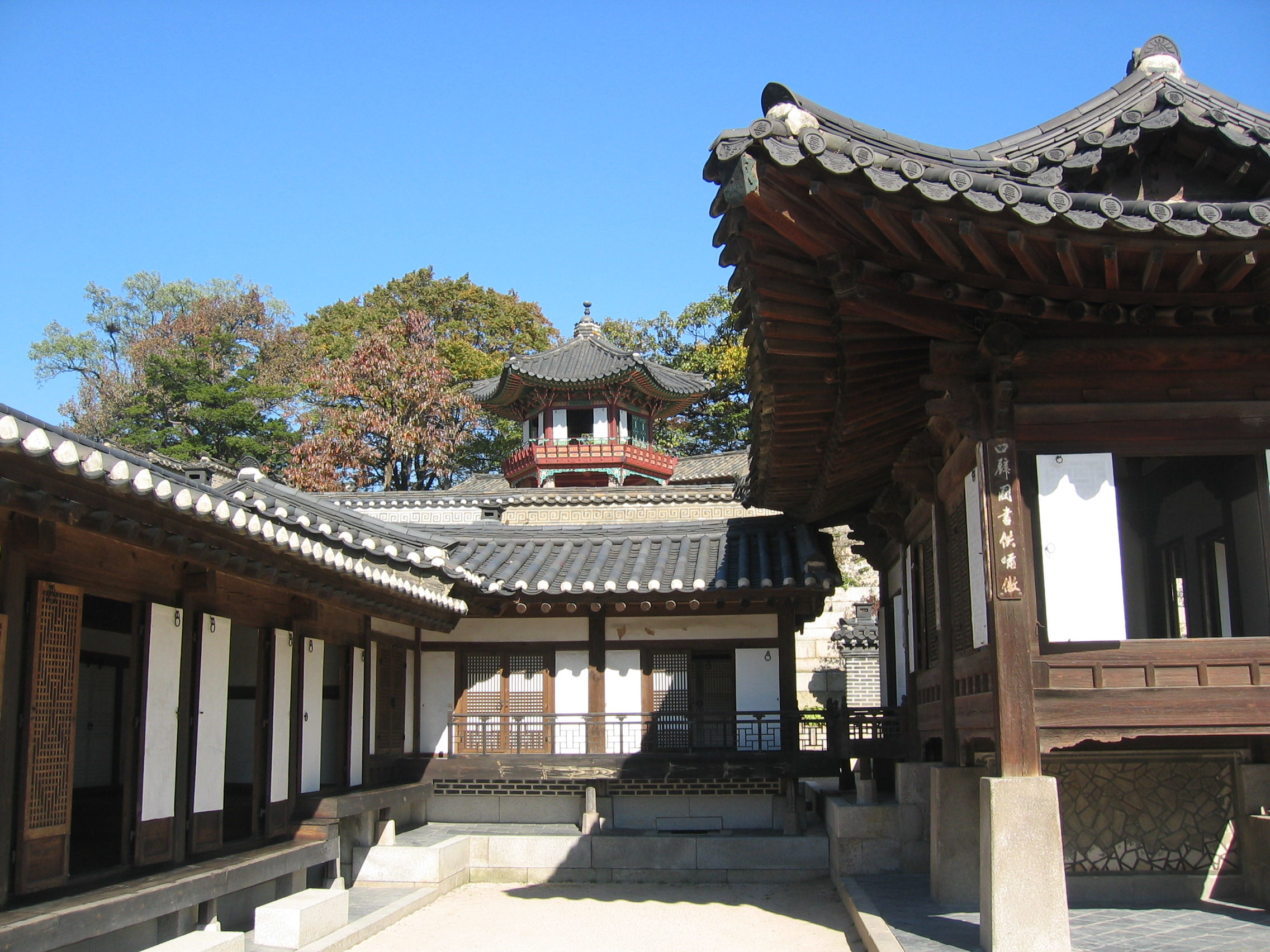
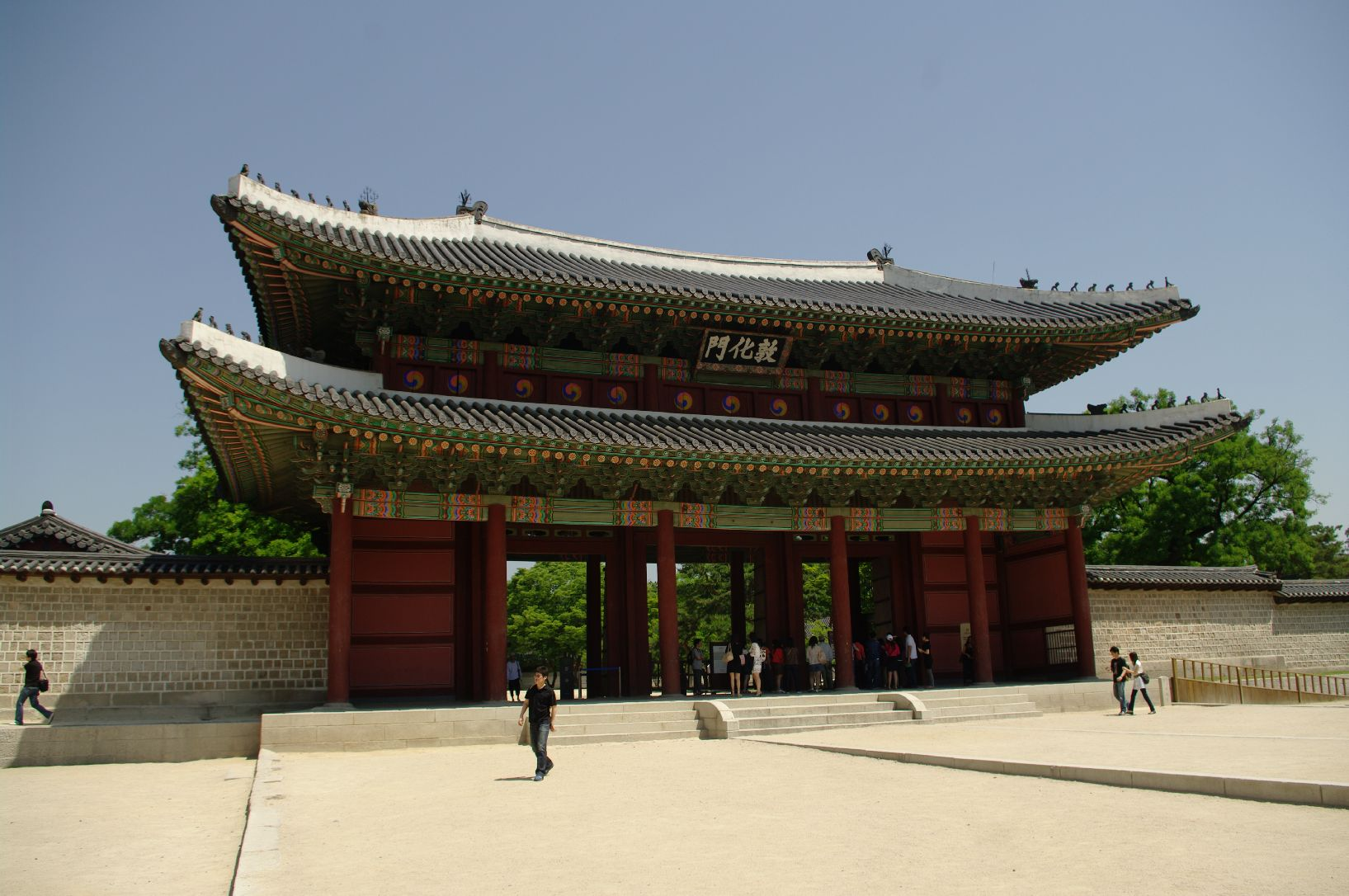